# ザンジュ
ザンジュ（Zanj）（アラビア語: زنج; "黒人の土地"
）
は、かつてアラブ人地理学者によって東アフリカ沿岸の特定の場所、またはその住人である「ザンジュ」と呼ばれたバントゥー語話者の両方を指すために用いられた呼び名である
 。
海岸は、「ザンジバル」という地名の語源でもある。

## 東アフリカの区分
歴史的に地理学者たちは、東アフリカ沿岸をおおまかにそれぞれの地域の住人に基づいて幾つかの地域に区切っていた。 
北ソマリアには、古代ギリシア及び中世アラブの地理学者がそれぞれ東部「Baribah」つまり「バルバロイBarbaroi」（ベルベル人）と呼ぶ所のソマリ人の祖先の土地であったBarbara があった。現在のエチオピアには、en:al-Habashつまりアビシニアがあり、そこにはHabeshaの祖先であるHabashつまりアビシニア人が住んでいた。 
アラブ人と中国人の資料は、アビシニア高原及びBarbara南部の地域全般を「ザンジュ」つまり「黒人の地」として言及している。 
そしてそこには、ゼンジュZenjやズィンジュZinjとも転写される「ザンジュ」と呼ばれるバントゥー語話者の人々が居住していた 。
ザンジュの中心地域は、現在のモガディシュ南部 からタンザニアのペンパ島にかけて広がっていた。ペンバ島の南に現在のモザンビークのソファラがあり、その北の境界はen:Panganiであったと考えられている。ソファラの向こうには、モザンビークに位置するWaq-waq（ワクワク）との不明瞭な領域があった。10世紀のアラブ人歴史家で地理学者である マスウーディーはソファラがザンジュの集落の辺縁であると述べ、その王の称号をバントゥー語の単語の Mfalmeで呼んでいる。

## ザンジュの歴史
ザンジュはアラブ人やペルシャ人やインド人と広範囲にわたって交易を行った。しかし、いくつかの資料によれば、彼らは外洋船を持たなかったため、その交易は地域的なものであったという。また、別の資料によれば、かなりのバントゥー・スワヒリ人はすでに航海可能な帆船を持ち、船乗りや商人がアラビアやペルシアや、遠く東にはインドや中国と交易していたという
。この交易を通じて、アラブ人の幾人かは現地のバントゥー女性と通婚し、バントゥーを起源に持つが（服や借用語などの）外来要素の影響を受けた、スワヒリ文化及びスワヒリ語が生まれることとなった。
ザンジュ沿岸の有力な集落として、 en:Shungwaya (en:Bur Gao)やマリンディや en:Gediやモンバサがあった。中世後期に、この地域には少なくとも37のスワヒリの貿易都市が実在し、その多くはかなり裕福だった。しかしこれらのコミュニティは一つの政治的存在として統一されたことはなかった（「ザンジュ帝国」"en:Zanj Empire"は19世紀後半のフィクションである）。
これらのスワヒリ集落の都市支配階級と商人階級は、アラブ人とペルシャ人の移民で占められていた。バントゥー人は、沿岸地区に居住し、家族集団としてのみ組織化されていた。東アフリカ沿岸で使われ、スワヒリ語の"zanji"から発生した'en:shenzi'という用語は、田舎の黒人に関連することを指す悪口であった。この例として、土着の犬を意味する植民地用語の"shenzi"犬がある。
ザンジュは、インド洋を渡り何世紀もの間、奴隷としてアラブ商人によりさまざまな国へ輸出されていた。ウマイヤ朝とアッバース朝のカリフは、ザンジュ奴隷を兵士として採用し、早くも696年にはザンジュ奴隷のアラブ人の主人に対する反乱がイラクで起こった（ザンジュの乱参照）。古代中国の文献にも、ジャワからの使者が皇帝に二人の僧祇奴Seng Chi (Zanji)貢物として献上したとある。僧祇奴はスマトラ島に位置するヒンドゥー王国のシュリーヴィジャヤ王国から中国へ届けられた。
アフリカ東南海岸の海は「ザンジュの海」として知られ、マスカリン諸島やマダガスカル島を含んでいた。反アパルトヘイト闘争期間、南アフリカは古代のザンジュを反映した 'Azania'への改名が提案された。

## ザンジュへのアラブ人の見方
ザンジュに関するアラブ人の記述は一貫性に欠ける。中世のアラブ人作者のムカッダスィーen:Al-Muqaddasi著作のKitab al-Bad' wah-tarikh,（『原初と歴史の書』） vol.4に現れる次の説では、ネガティブな見方が強調されている。
"ザンジュについて言えば、彼らは黒い皮膚、平らな鼻、縮れた髪を持つ、理解力や知能に乏しい人々である。"

"我々はザンジュ（黒人）が、最も知能と洞察力に欠ける人間であり、行動の結果を最も理解できないことを知っている。"

-- ジャーヒズ (d. 868 AD), Kitab al-Bukhala（けちんぼどもの書）
"ザンジュは人間の間のカラスのようである。というのも彼らはその性質と気質において
最悪の人間であり最も不道徳な被造物であるからだ。"
ジャーヒズ, Kitab al-Hayawan（『動物の書』）, vol. 2
しかし9世紀のムスリム作家のジャーヒズは、一説にはアフリカ系アラブ人(en:Afro-Arab)でザンジュ（バントゥー人）奴隷の孫であった。 
"彼らは言う。「もしザンジュとザンジュの女が結婚し、その子どもが若者になってもイラクに残留すれば、
彼らの人数と忍耐力と知性と能率のお陰で、寝床を支配する。」"

ジャーヒズは「Risalat mufakharat al-Sudan 'ala al-bidan」 
（"黒人の白人の上の優越に関する報告"）という本を書き、その中で黒人について述べている。
"（黒人は）メッカまでものアラブ人の国を征服し彼らを支配したことがある。我らは ズー・ヌワースen:Dhu Nuwas （イエメンのユダヤ教徒の王）を打ち負かし、ヒムヤルen:Himyar王国の王子たちを殺した。しかし汝ら白人 は我らの国を征服したことはない。 我が民ゼング（Zengh、黒人）はユーフラテスで4度反乱を起こし、その住人を家から追い出し、Oballahを血の海とした。"
"黒人は身体的にどの人々よりも力強い。彼らの一人は、何人もの白人が持ち上げたり重い石を持ち上げ、運べないような荷物を運ぶことが出来る。彼らは、その高貴さと邪悪さのなさの証として、勇敢で強く寛大である。
"
1331年、アラビア語話者の ベルベル人探検家イブン・バットゥータが、ザンジュの地にあるキルワ・スルターン国 en:Kilwa Sultanateを訪問した。この国はスルターン・ハサン・ビン・スライマーン(en:Sultan al-Hasan ibn Sulaiman)のイエメン系王朝によって統治されていた。バットゥータは、その手紙でザンジュの住人を「漆黒の色で顔に刺青のある」と描写し、王国のアラブ系の支配者はザンジュを奴隷や戦利品によくしていると述べている。
"キルワは世界で最も美しくよく建造された町の一つである。
その全ては優雅に建てられている。屋根はマングローブの棒で作られている。そこは雨が多い。
異教のザンジュの隣に国があるため、人々は聖戦に従事している。 
彼らの長の素質は、献身的で敬虔である。彼らはシャーフィイー学派に属している。私が到着した時、スルタンは
アブー・アル＝ムザッファル・ハサンであり、そのラカブ（尊称）は彼の慈善的な数々の贈り物の故にアブー・アル＝マワーヒブ（贈り手の父、よく物を贈る人という意味）であった。彼は頻繁にザンジュの国（隣合う本国）へ奇襲を繰り返し、打撃を与え戦利品を運ぶ。そしてコーランの方法に則り、五分の一を留保する。"

## ザンジュの乱
ザンジュの乱とは、現在のイラクのバスラにおいて、869～883年にかけて約15年間にわたり起こった一連の反乱である。
中東に奴隷として連れて行かれたザンジュは、しばしば農業に関連する戸外の重労働に使われた。特にザンジュ奴隷は労働集約的な農園で使われ、現在のイラク南部のメソポタミア川下流域のサトウキビといった農作物の収穫に従事した。これは、通常は奴隷労働力が兵士や家事労働に使われたイスラーム世界においては比較的稀な発展である。厳しい環境が原因で、7世紀から9世紀の間に3回の反乱が起こり、そのうち最大のものは868年から883年にわたって起こった。
他の説として、ザンジュの乱は奴隷の反乱ではなく、反乱のほとんどがイラクの東アフリカ移民に支援されたアラブ人によるものだったという説がある。この説はM. A. Shabanによるもので、以下の様に議論している。
"それは奴隷の反乱ではなかった。それはザンジュつまり黒人の反乱だった。黒人と奴隷を同一視するのは、
19世紀の人種的理論を反映している。これは南北戦争以前のアメリカ南部にしか当てはめられない。"
"バスラの塩性湿地での劣悪な労働環境に対しての奴隷の反乱に関する言説は、
すべて想像力の作り事であり資料の裏付けに欠ける。反対に、幾ばくかの塩性湿地の労働者は最初に反乱に対して戦った者であった。
もちろん、反乱に加わった少数の逃亡奴隷もいたが、奴隷の反乱となることはなかった。反乱者の大半はペルシャ湾のアラブ人で、
この地に定住した東アフリカ人の自由人に支援されていた。"

## 参照
1. ↑  Deutsche Morgenländische Gesellschaft, Zeitschrift der Deutschen Morgenländischen Gesellschaft, Volume 131 (Kommissionsverlag F. Steiner, 1981), p. 130.
2. 1 2 3 4 5 6 7  F. R. C. Bagley et al., The Last Great Muslim Empires (Brill: 1997), p. 174.
3. 1 2  Mohamed Diriye Abdullahi, Culture and Customs of Somalia, (Greenwood Press: 2001), p. 13.
4. ↑  James Hastings, Encyclopedia of Religion and Ethics Part 12: V. 12(Kessinger Publishing, LLC: 2003), p. 490.
5. ↑  Sven Rubenson, The Survival of Ethiopian Independence (Tsehai, 2003), p. 30.
6. ↑  Jonah Blank, Mullahs on the mainframe: Islam and modernity among the Daudi Bohras (University of Chicago Press, 2001), p. 163.
7. 1 2  Raunig, Walter (2005). Afrikas Horn: Akten der Ersten Internationalen Littmann-Konferenz 2. bis 5. Mai 2002 in München. Otto Harrassowitz Verlag. pp. 130. ISBN 3-447-05175-2. "ancient Arabic geography had quite a fixed pattern in listing the countries from the Red Sea to the Indian Ocean: These are al-Misr (Egypt) -- 
al-Muqurra (or other designations for Nubian kingdoms) -- al-Habasha (Abyssinia) -- Barbara (Berber, i.e. the Somali coast)
 -- Zanj (Azania, i.e. the country of the "blacks"). Correspondingly almost all these terms (or as I believe: all of them!) also appear in ancient and medieval Chinese geography".
8. ↑  Bethwell A. Ogot, Zamani: A Survey of East African History (East African Publishing House: 1974), p. 104.
9. ↑  Timothy Insoll, The Archaeology of Islam in Sub-Saharan Africa (Cambridge University Press: 2003), p. 61.
10. ↑  Chittick, Neville (1968). The Coast Before the Arrival of the Portuguese, Chapter 5 in Ogot, B. A. and J. A. Kieran, eds., "Zamani: A Survey of East African History". pp. 100–118
11. ↑  Stefan Goodwin, Africa's Legacies of Urbanization: 
Unfolding Saga of a Continent (Lexington Books: 2006), p. 301.
12. ↑  Hybrid urbanism: on the identity discourse and the built environment By Nezar AlSayyad
13. ↑  Kilwa Kisiwani. Medieval Trade Center of Eastern Africa, By K. Kris Hirst
14. ↑  Vijay Prashad, Everybody Was Kung Fu Fighting: Afro-Asian Connections and the Myth of Cultural Purity (Beacon Press: 2002), p. 8.
15. ↑  David Westerlund, Ingvar Svanberg, Islam Outside the Arab World (Palgrave Macmillan: 1999), p. 11.
16. 1 2  Roland Oliver, Africa in the Iron Age: c.500 BC-1400 AD (Cambridge University Press: 1975), p. 192.
17. ↑  『新唐書』南蛮伝下「室利佛逝，一曰尸利佛逝。…咸亨至開元間，数遣使者朝…又献侏儒、僧祇女各二及歌舞。」
18. ↑  『冊府元亀』巻九七「開元十二年……七月、尸利佛逝国王遣使俱摩羅、献侏儒二人、僧耆女二人」
19. ↑  David Brion Davis, Challenging the Boundaries of Slavery (Harvard University Press: 2006), p. 12.
20. ↑   Zamani: A Survey of East African History, p. 104.
21. ↑  Joel Augustus Rogers, John Henrik Clarke, World's Great Men of Color (Simon & Schuster: 1996), p. 166.
22. 1 2  Randall Lee Pouwels, African and Middle Eastern world, 600-1500, (Oxford University Press, 2005), p. 156.
23. ↑  World Civilizations: To 1700, p. 176.
24. ↑  Islam, From Arab To Islamic Empire: The Early Abbasid Era
25. ↑  “Hidden Iraq”.   "William Cobb". 2006年12月28日閲覧。
26. ↑  "Islamic History" By M. A. Shaban